# Oumarou Sidikou
Oumarou Sidikou (* 1938 in N’Dounga; † 5. April 2005 in Rabat) war ein nigrischer Politiker und Bankmanager.

## Leben
Oumarou Sidikou war von 1988 bis 1993 Vizegouverneur der Westafrikanischen Zentralbank. Als 1991 eine Nationalkonferenz, die den Übergang Nigers zu einer Mehrparteiendemokratie leitete, einen neuen Premierminister wählte, war Sidikou der Kandidat der ehemaligen Staatspartei Nationale Bewegung der Entwicklungsgesellschaft (MNSD-Nassara). Er musste sich dem unabhängigen Kandidaten Amadou Cheiffou geschlagen geben. 1995 wurde mit Hama Amadou ein MNSD-Nassara-Politiker Premierminister. Oumarou Sidikou wurde als Staatsminister für industrielle Entwicklung, Handel, Handwerk und Tourismus in dessen Regierung berufen. Die Regierung wurde 1996 durch einen Militärputsch gestürzt. Bei den Parlamentswahlen von 1999 wurde Sidikou im Wahlkreis Tillabéri als Abgeordneter in die Nationalversammlung gewählt. Er übernahm den Vorsitz der parlamentarischen Gruppe des MNSD-Nassara und den Vorsitz des Parlamentsausschusses für Finanzen. Bei den Parlamentswahlen von 2004 wurde Sidikou als Abgeordneter wiedergewählt. Die Nationalversammlung wählte ihn zu ihrem Ersten Vizepräsidenten. Er starb im darauffolgenden Jahr in Rabat, wo er sich zur medizinischen Behandlung aufhielt.
Sidikou war verheiratet und hatte neun Kinder.